# NGC 5934
NGC 5934 est une vaste galaxie spirale située dans la constellation du Bouvier. Sa vitesse par rapport au fond diffus cosmologique est de 5 651 ± 7 km/s, ce qui correspond à une distance de Hubble de 83,3 ± 5,8 Mpc (∼272 millions d'al). NGC 5934 a été découverte par l'astronome français Édouard Stephan en 1880.
Selon la base de données Simbad, NGC 5934 est une galaxie LINER, c'est-à-dire une galaxie dont le noyau présente un spectre d'émission caractérisé par de larges raies d'atomes faiblement ionisés. 

## Groupe d'IC 4562
Selon Abraham Mahtessian, NGC 5934 fait partie du groupe d'IC 4562, la galaxie la plus brillante de ce groupe. Ce groupe de galaxies compte au moins six membres. Les cinq autres galaxies du groupe sont NGC 5945, IC 4562, IC 4564, IC 4566 et IC 4567.